# Ubangui-Bomu
Ubangui-Bomu (Oubangui-Mbomou) fou el territori entre els rius Ubangui i Bomu que l'Estat Lliure del Congo va disputar a França entre 1892 i 1894. El 1894 hi va renunciar i el 1895 els havia evacuat quedant integrats en la colònia de l'Alt Ubangui. El governador general de l'Estat Lliure del Congo hi va designar comandants superiors com a administradors.
Els sultans de Zemio i Mopoi que estaven a cavall del territori francès i el congolès (després belga) van ocasionar alguns conflictes.

## Comandants superiors
- Georges Le Marinel 18 de juny de 1892 - 9 d'octubre de 1892
- Georges Adolphe Balat 1893 – 15 d'abril de 1893
- Léon Charles Édouard Hanolet 1893 - novembre de 1893
- Georges Le Marinel (2a vegada) novembre de 1893 - 25 de febrer de 1895